# Hvenegaard
Hvenegaard er en gammel fæstegård, der kan føres tilbage til 1664, hvor den hørte under herregården Rygaard i Langå ved Ørbæk på Fyn. Gården var beliggende få kilometer sydøst for Ringe i landsbyen Lørup, Ryslinge Sogn, Gudme Herred, Svendborg Amt.
Navnet Hvenegaard fik den, da den i årene 1787-88 af ejeren på Krumstrup Mads Jørgen Møller blev udflyttet fra byen og på ny opbygget på Hvenet Skifte godt en kilometer nord for Lørup By.
Gårdens nye navn formodes at være afledt af, at græsarten Hvene (Fioringræs: Agrostis stolonifera og Agrostis capillaris) har vokset, hvor gården blev genopbygget eller på dens jorde, som for en del var engareal langs med Sallinge Å. Der står på det gamle matrikelkort fra Lørup By 1810-1851 "Denne Part tilhører den Nye Opbÿgde Øde Gaard som her paa er udsat og nu kaldes Hvenegaard og er 579.840 ¤Al til Krumstrup", (ca. 41 td. land). Senere blev der ved jordtilkøb udvidet til 747.260 kvadratalen, eller godt 53 td. land.
Gården var oprindelig firelænget, bygget af bindingsværk på kampestensfundament. Efter sigende skal det have været en usædvanlig smuk gård. De tre længer blev dog revet ned omkring 1918-20, og der blev i stedet opført et par nye længer.
Ved salget af Hvenegaard til nabogården Højvang i 1972 ophørte Hvenegaard som landbrugsejendom, da bygninger og 3 td. land blev solgt fra til almindelig beboelse.

## Ejere
- (1664-1688) Rygaard Hovedgaard
- (1739-1791) Mads Jørgen Mølle, Krumstrup
- (1787-1788) udflyttet og opbygget på Hvene Skifte)
- (1791-1795) Kammerjunker Knud Juel, Krumstrup
- (1795-1827) Peder Jørgensen
- (1827-1831) enkefru Karen Svenddatter
- (1831-1853) Jens Pedersen
- (1853-1863) enkefru Ane Kirstine PedersDatter Hvenegaard
- (1863-1866) Peder Jensen Hvenegaard
- (1866-1910) Jens Pedersen Lange
- (1910-1918) Niels Christian Jørgensen, Frydenlund
- (1918-1956) Vilhelm Jørgensen Frydenlund
- (1956-1972) Anna og Eskild Rasmussen
- (1972-1973) Aage Pedersen, Højvang
- (1973-1984) Frank Andersen
- (1984-1989) Lone og Tune Holm
- (1989-) Helle Balle og Per Hansen